# Christian Pescatori

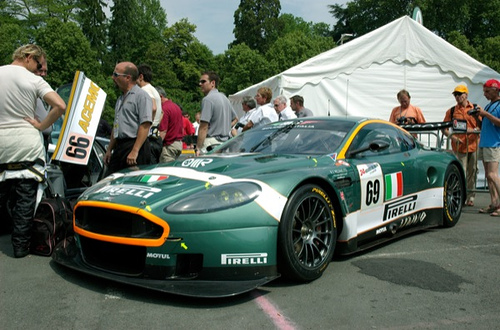
Der Aston Martin DBR9 mit dem Christian Pescatori beim 24-Stunden-Rennen von Le Mans 2006 am Start war

Christian Pescatori (* 1. Dezember 1971 in Brescia) ist ein ehemaliger italienischer Automobilrennfahrer.

## Karriere
Christian Pescatori begann seine Karriere im Kartsport und wurde 1993 Meister in der italienischen Formel-3-Meisterschaft. Mitte der 1990er-Jahre wechselte er in die Formel 3000.
Seine größten Erfolge feierte er aber im Sportwagen. 1997 gab er sein Debüt beim 24-Stunden-Rennen von Le Mans. 2001 wurde er Werksfahrer bei Audi und erreichte in Le Mans 2001 und 2002 jeweils den zweiten Rang in der Gesamtwertung. 2002 gewann er gemeinsam mit Rinaldo Capello und Johnny Herbert das 12-Stunden-Rennen von Sebring. 2005 sicherte er sich die GTS-Wertung der Le Mans Series. Außerdem gewann er gemeinsam mit David Terrien das 2:30-Stunden-Rennen auf dem Nürburgring 2000.

## Statistik

### Le-Mans-Ergebnisse
| Jahr | Team                     | Fahrzeug              | Teamkollege       | Teamkollege                | Platzierung | Ausfallgrund |
| ---- | ------------------------ | --------------------- | ----------------- | -------------------------- | ----------- | ------------ |
| 1997 | BMS Scuderia Italia      | Porsche 911 GT1       | Pierluigi Martini | Antônio de Azevedo Hermann | Rang 11     |              |
| 1999 | JMB Racing               | Ferrari 333SP         | Mauro Baldi       | Jérôme Policand            | Ausfall     | Motorschaden |
| 2001 | Audi Sport North America | Audi R8               | Rinaldo Capello   | Laurent Aïello             | Rang 2      |              |
| 2002 | Audi Sport North America | Audi R8               | Rinaldo Capello   | Johnny Herbert             | Rang 2      |              |
| 2005 | BMS Scuderia Ferrari     | Ferrari GTS Maranello | Fabrizio Gollin   | Miguel Ramos               | Ausfall     | Defekt       |
| 2006 | BMS Scuderia Ferrari     | Aston Martin DBR9     | Fabrizio Gollin   | Fabio Babini               | Ausfall     | Unfall       |

### Sebring-Ergebnisse
| Jahr | Team                     | Fahrzeug                | Teamkollege      | Teamkollege    | Platzierung | Ausfallgrund |
| ---- | ------------------------ | ----------------------- | ---------------- | -------------- | ----------- | ------------ |
| 2002 | Audi Sport North America | Audi R8                 | Rinaldo Capello  | Johnny Herbert | Gesamtsieg  |              |
| 2003 | JMB Racing USA           | Ferrari 360 Modena N-GT | Stéphan Grégoire | Fabio Babini   | Rang 15     |              |